# جون بال (لاعب كرة قدم)
جون بال (بالإنجليزية: John Ball)‏ (5 نوفمبر 1972 في الولايات المتحدة - ) هو لاعب كرة الصالات ‏ ولاعب كرة قدم أمريكي في مركز الدفاع. شارك مع منتخب الولايات المتحدة الوطني لكرة قدم الصالات. أما مع النوادي، فقد لعب مع شيكاغو فاير وتشارلستون بيتري وRochester Rhinos ‏ وCleveland Freeze ‏ وMilwaukee Wave United ‏ وSalem City FC ‏ وCASL Elite ‏ وCalifornia Cougars ‏ وChicago Storm (soccer) ‏ وCleveland Crunch ‏ وConnecticut Wolves ‏ وOhio Vortex ‏ وRochester Lancers (MASL) ‏ وأتلانتا سيلفرباكس وStaten Island Vipers ‏.

## وصلات خارجية
- جون بال على موقع الاتحاد الدولي (مؤرشف)  (الإنجليزية)
- جون بال على موقع الدوري الأمريكي (الإنجليزية)
- جون بال على موقع قاعدة بيانات كرة القدم.إي يو (الإنجليزية)